# Terme

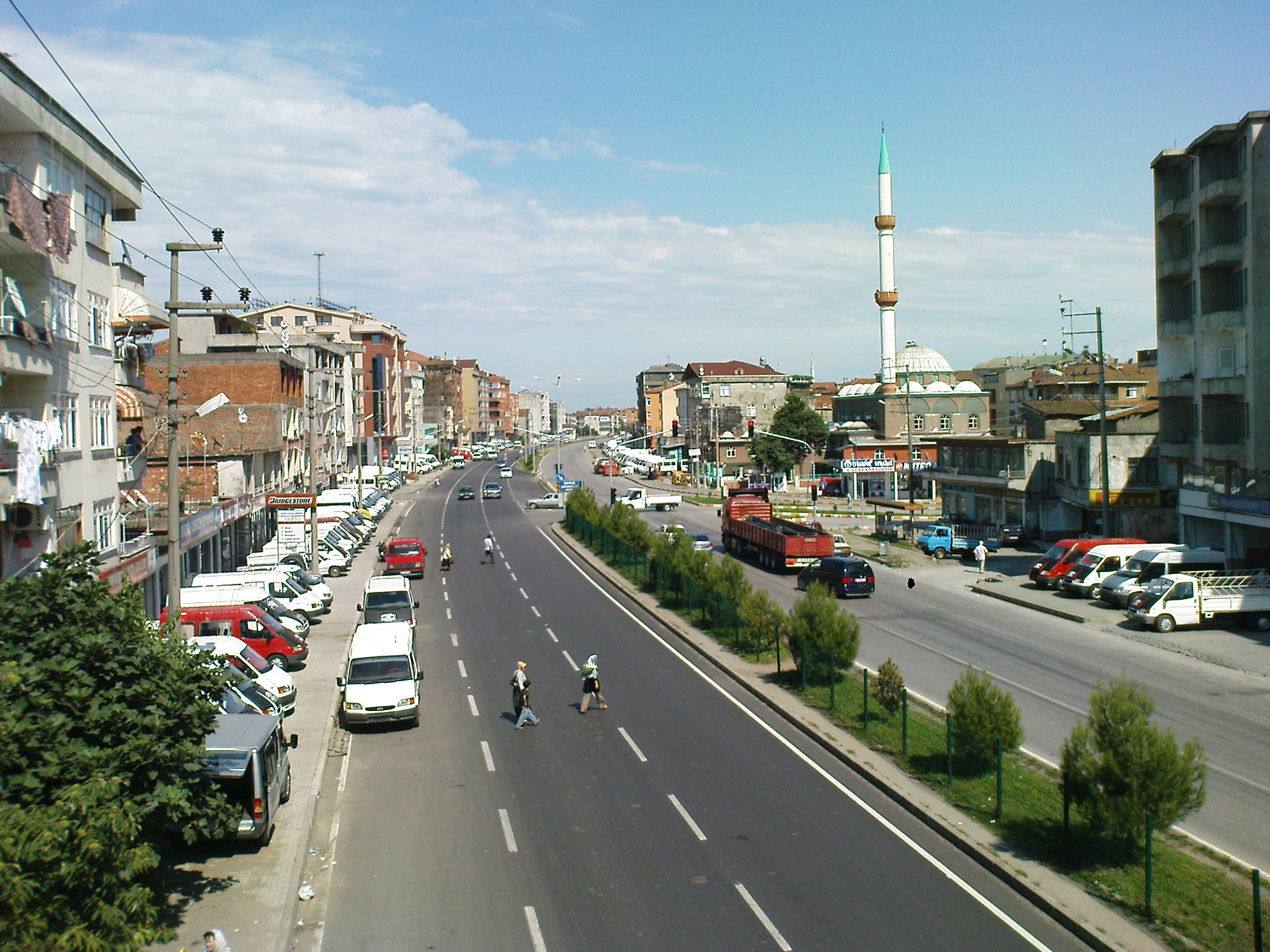
A view of Terme

Terme là một huyện thuộc tỉnh Samsun, Thổ Nhĩ Kỳ. Huyện có diện tích 456 km² và dân số thời điểm năm 2007 là 74833 người, mật độ 164 người/km².